# Червоне (Кам'янський район)
Червоне́ — село в Україні, у Затишнянській сільській громаді Кам'янського району Дніпропетровської області.
Населення — 51 мешканець.

## Географія
Село Червоне знаходиться на правому березі річки Балка Кошовата, вище за течією на відстані 2,5 км розташоване село Вітрівка, нижче за течією на відстані 2,5 км розташоване село Смоленка, на протилежному березі — село Михайлівка. На річці зроблено кілька загат.

## Населення

### Мова
Розподіл населення за рідною мовою за даними перепису 2001 року:
| Мова       | Відсоток |
| ---------- | -------- |
| українська | 98 %     |
| російська  | 2 %      |